# Paragnorimus aenescens
Paragnorimus aenescens är en skalbaggsart som beskrevs av Bates 1887. Paragnorimus aenescens ingår i släktet Paragnorimus och familjen Cetoniidae. Inga underarter finns listade i Catalogue of Life.